# Bellingwedde

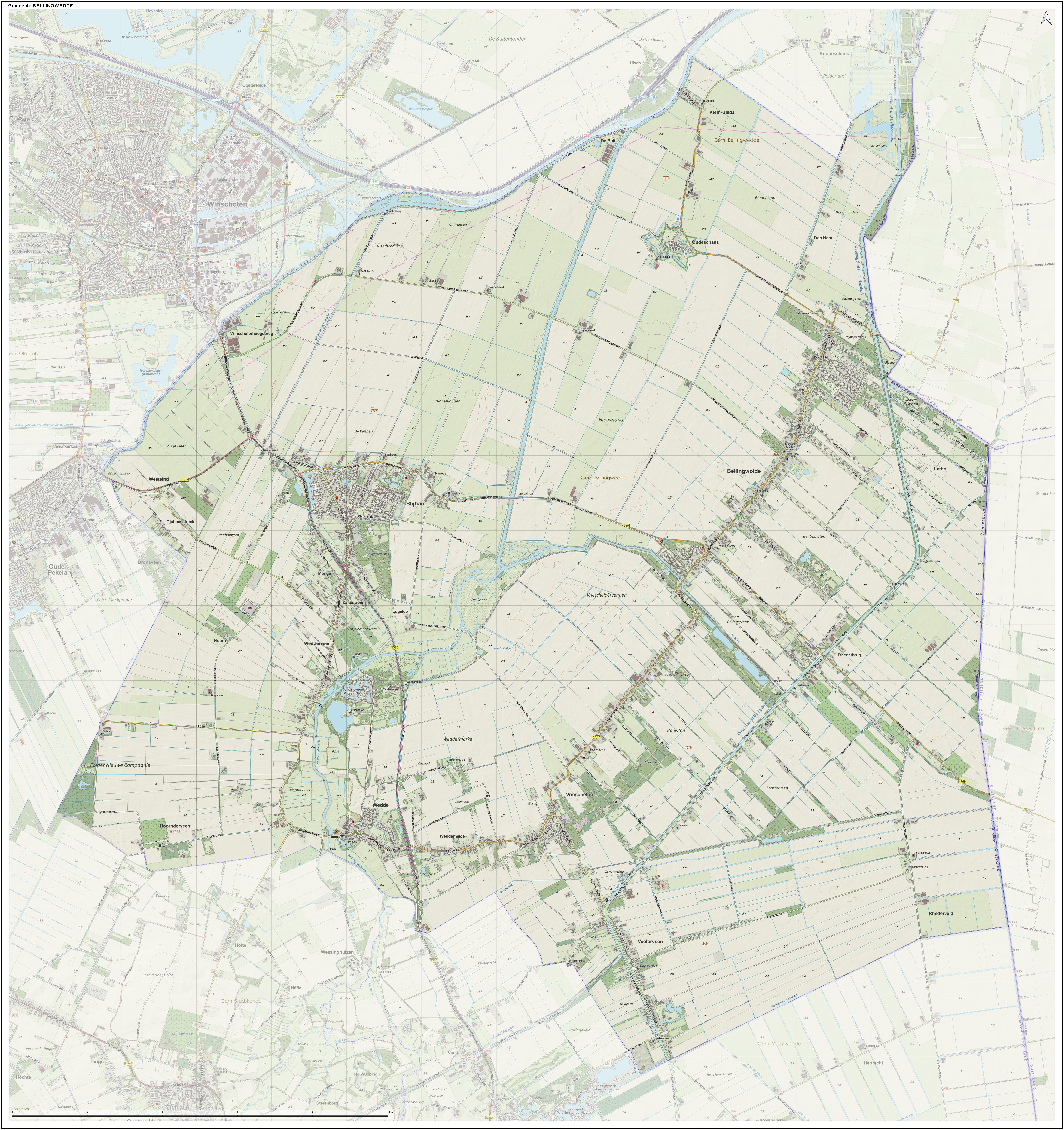
Topografische gemeentekaart van Bellingwedde

Bellingwedde (uitspraakⓘ) is een voormalige gemeente in de provincie Groningen. De gemeente ontstond in 1968 door de samenvoeging van de voormalige gemeentes Wedde en Bellingwolde. Op 30 april 2017 had Bellingwedde 8921 inwoners, in 2000 waren dit er 9.549. De gemeente besloeg een oppervlakte van 110,13 km².
Op 1 januari 2018 fuseerde Bellingwedde met Vlagtwedde tot de nieuwe gemeente Westerwolde.

## Indeling
In de gemeente Bellingwedde bevonden zich de volgende kernen:
| Plaatsnaam   | Inwoners |
| ------------ | -------- |
| Bellingwolde | 2.590    |
| Blijham      | 2.260    |
| Vriescheloo  | 720      |
| Wedde        | 630      |
| Rhederbrug   | 610      |
| Veelerveen   | 610      |
| Morige       | 430      |
| Wedderheide  | 260      |
| Wedderveer   | 140      |
| Oudeschans   | 90       |
| Klein-Ulsda  | 50       |

Overige officiële kernen:
- Den Ham
- Rhederveld

Buurtschappen en andere onofficiële kernen: De Bult, Hoorn, Hoornderveen, Koudehoek, De Lethe, Lutjeloo, Morige, Tjabbesstreek, Wedderheide, Westeind, Winschoterhoogebrug (ged.).
Zie verder: wijken en buurten in Bellingwedde.

## Geschiedenis
Burgemeester Engbert Drenth was bij zijn aftreden op 1 maart 2007 de langstzittende burgemeester van Nederland (sinds 1979). De toekomst van de gemeente werd in 2006 ter discussie gesteld, waarbij er aanvankelijk stemmen opgingen om Bellingwedde aan te sluiten bij de nieuw te vormen gemeente Oldambt. Het gemeentebestuur maakte daarop echter kenbaar dat als er een nieuwe herindeling zou uitkomen, de voorkeur uitging naar een samengaan met Vlagtwedde. In 2010 spraken Bellingwedde, Vlagtwedde en Stadskanaal uit voorstander te zijn van een verregaande vorm van intergemeentelijke samenwerking, waarbij als uitgangspunt gold dat de drie gemeenten onafhankelijk bleven.

## Politiek

### Gemeenteraad
|        | Socialistische Partij (SP)                    | 788   | 18,7% | 2  | 1.116 | 26,6% | 3  | +7,9%  | +1 |
|        | Partij van de Arbeid (PvdA)                   | 1.027 | 24,4% | 3  | 853   | 20,4% | 3  | -4,0%  | 0  |
|        | Christen-Democratisch Appèl (CDA)             | 537   | 12,7% | 2  | 572   | 13,7% | 2  | +1,0%  | 0  |
|        | Volkspartij voor Vrijheid en Democratie (VVD) | 603   | 14,3% | 2  | 531   | 12,7% | 2  | -1,6%  | 0  |
|        | GroenLinks (GL)                               | 411   | 9,8%  | 1  | 493   | 11,8% | 1  | +2,0%  | 0  |
|        | Plaatselijk Belang Bellingwedde               | 851   | 20,2% | 3  | 355   | 8,5%  | 1  | -11,7% | -2 |
|        | Westerwolde Lokaal                            | –     | –     | –  | 271   | 6,5%  | 1  | +6,5%  | +1 |
| Totaal | Totaal                                        | 4.217 | 100%  | 13 | 4.191 | 100%  | 13 |        |    |

### College
Het college van B&W bestond in de periode 2014-2018 uit:
- Janneke Snijder (VVD), waarnemend burgemeester, benoemd met ingang van 14 november 2013[2]
- Bart Huizing (PvdA), wethouder Jeugdzorg, Ruimtelijke Ordening, Krimp&Leefbaarheid, Recreatie&Toerisme, Monumentenbeleid en Sport
- Lea van der Tuin (CDA), wethouder WMO&Welzijn, Milieu, Verkeer&Vervoer, Onderwijs, Kunst&Cultuur en Informatiseringsbeleid
- Wim 't Mannetje (VVD), wethouder Financiën, Openbare Werken&Groen, Werkgelegenheid&Synergon (Wwb), Economische Zaken en Volkshuisvesting